# مكافحة حيوية للآفات

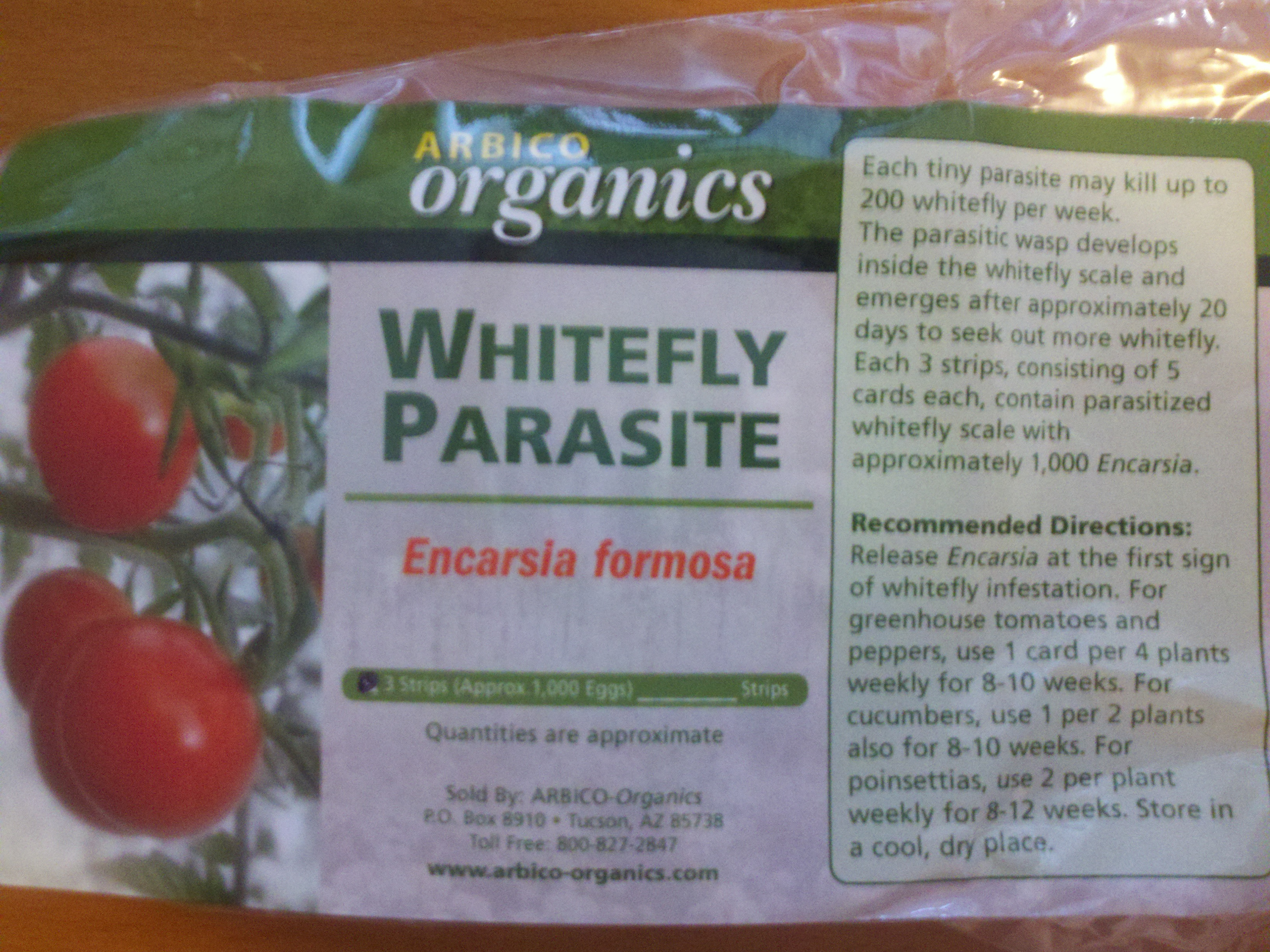
تعد الإنكارسية الفرموزية (Encarsia formosa) من أوائل عوامل المكافحة الحيوية.

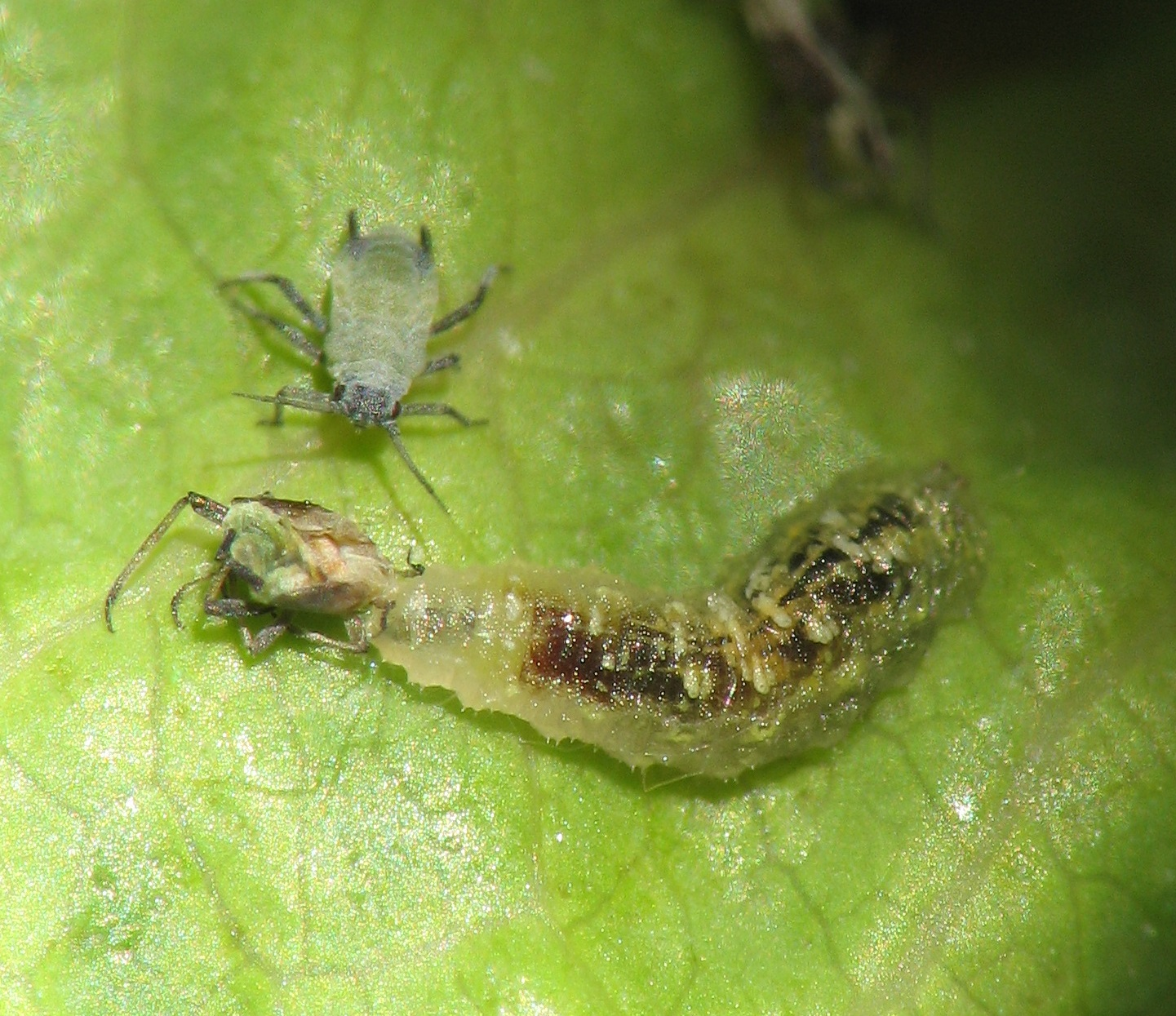
حشرة سيرفيدة تتغذى على يرقة منية.

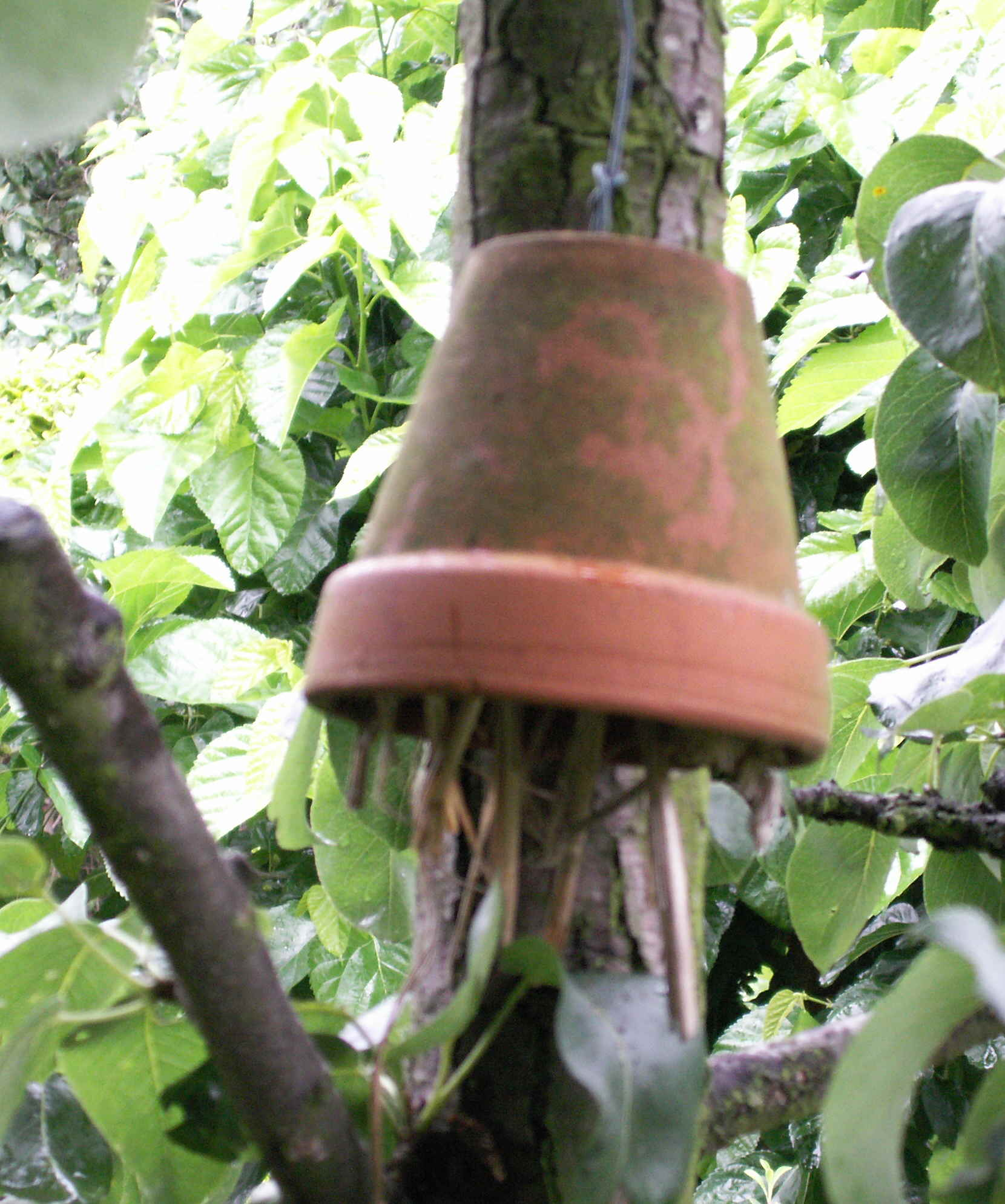
أصيص مقلوب مع مملوء بقش يستخدم لجذب حشرة أبو مقص.

المكافحة الحيوية أو المكافحة البيولوجية هي طريقة مستجب حيوي لمكافحة الآفات والتي تشمل الحشرات والسوس والحشائش وأمراض النباتات باستخدام كائنات حية. تعتمد هذه الطريقة الافتراس أو التطفل أو التغذي على الأعشاب أو الطرق الطبيعية الأخرى، لكن عادة ما تتضمن دورا للإنسان في التحكم بها. قد تكون هذه الطريقة جزء من برامج الإدارة المتكاملة للآفات.

## أنواع المكافحة الحيوية بالآفات
توجد ثلاثة أنواع من المكافحة الحيوية بالآفات، وهي الاستيراد (يسمى أحيانا بالمكافحة الحيوية التقليدية) والإنماء والحفظ.

### الاستيراد
الاستيراد أو المكافحة الحيوية التقليدية يتضمن تقديم الأعداء الطبيعيين للآفات لمكان جديد لا يوجد فيه بشكل طبيعي. من الأمثلة:
- لاحظ جوزيف نيدام نصا صينيا من عام 304 يوضح حماية فاكهة اليوسفي بواسطة تقنيات مكافحة حيوية بالآفات ما زالت تستخدم حتى الآن.
- من أقدم طرق مكافحة الحشرة القشرية القطنية (Icerya purchasi) التي كان لها تأثير مخرب على إنتاج الحمضيات في كاليفورنيا في أواخر القرن التاسع عشر هو استخدام الدعسوقة الكاردينالية (Rodolia cardinalis) والتي تعد حشرة مفترسة قدمها العالم الأسترالي تشارلز فالنتاين ريلي. قضي على الآفة خلال سنوات قليلة بواسطو هذا العدو الطبيعي.
- كانت سوسة البرسيم (Hypera postica) تتسبب بأضرار في علف الماشية. بعد 20 سنة من استخدام الأعداء الطبيعيين لهذه الحشرة في شمال شرق الولايات المتحدة انخفض انتشار سوسة البرسيم 75٪.
- استخدم دبور من نوع Trichogramma ostriniae الذي جلب من الصين لمكافحة حفار الذرة الأوروبي والذي يعد الحشرة الأكثر ضررا في أمريكا الشمالية.
- تعد عثة ليفوانا (Levuana iridescens) من الآفات شديدة الضرر بجوز الهند في فيجي. كوفحت هذه الآفة بواسطة برنامج مكافحة حيوية خلال عشرينات القرن العشرين.

### الإنماء
يتضمن الإنماء إطلاقا تكميليا للأعداء الطبيعيين لدعم الأعداد الموجودة طبيعيا.
من الأمثلة:

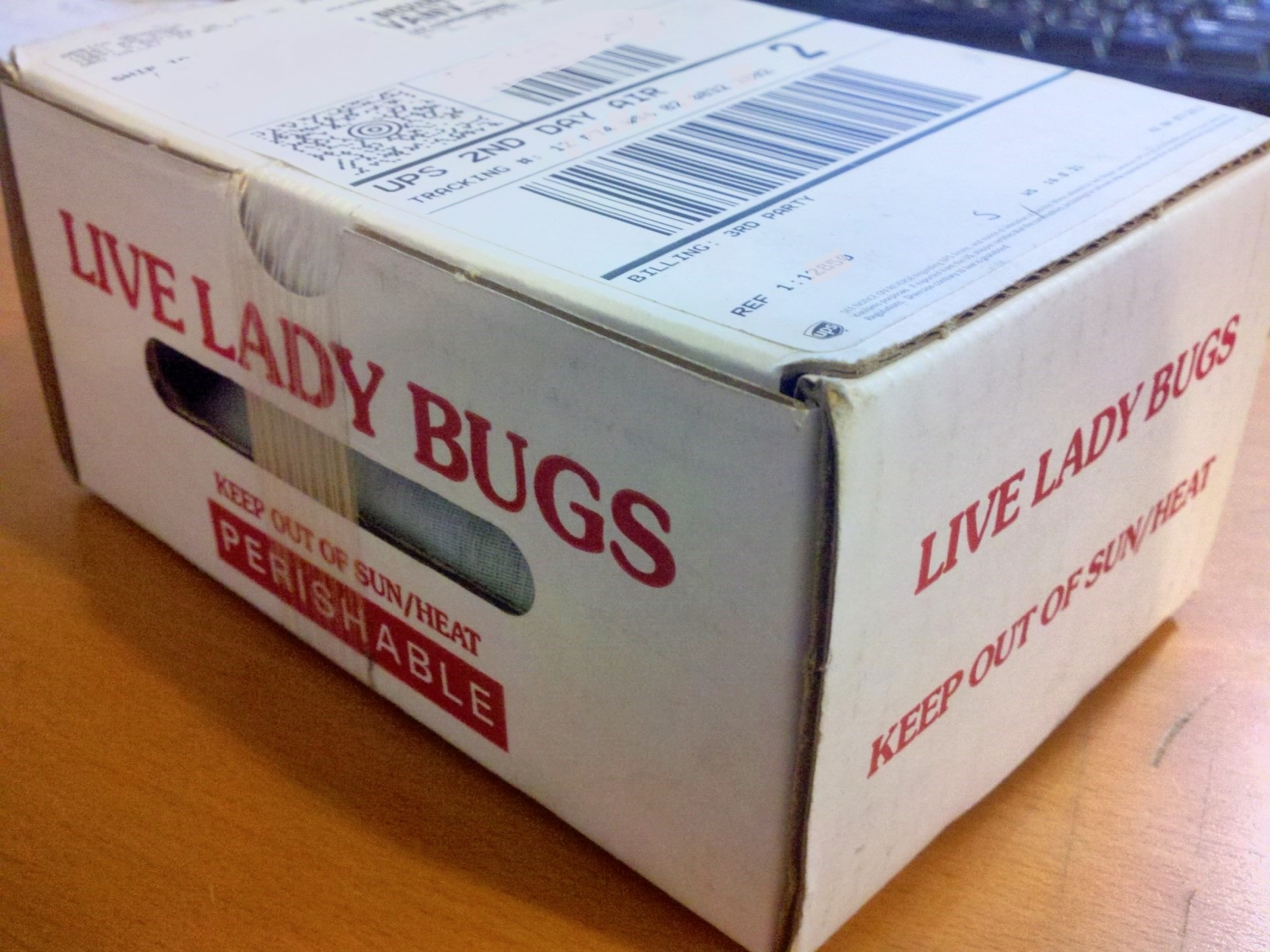
تباع دعسوقات من نوع الدعسوقة المتقاربة (Hippodamia convergens) لغرض المكافحة الحيوية لقمل النبات.

- استخدام الإنكارسية الفرموزية (Encarsia formosa) في مكافحة الذباب الأبيض في البيوت الزجاجية.
- أحد أنواع السوس المفترس، وهي Phytoseiulus persimilis، تستخدم لمكافحة سوس العنكبوت الأحمر (Tetranychus urticae).
- تستخدم الدعسوقيات وعصبيات الأجنحة وأشباه الطفيليات مثل جنس طنفوش حيث تطلق بأعداد كبيرة بشكل متكرر.

## الحفظ
يتم الحفاظ على الأعداء الطبيعيين الموجودين أصلا في البيئة. اختار الأعداء الطبيعيون موطنها واستهدفت الآفات. توجد عصبيات الأجنحة والدعسوقيات ويرقات السيرفيدية ومحنطات قمل النبات التي تحتوي على متطفل في مستعمرات قمل النبات.